# 穆哈兰姆月
穆哈兰姆月（阿拉伯语: محرم ），是伊斯兰历第一个月，也是全年第一个聖月，本月不许打鬥。
本月重要节日有：
- 伊斯兰历新年：相当于其他历法的元旦，于本月第一天庆祝；
- 卡尔巴拉战役纪念日：本月的第二天，什叶派穆斯林纪念卡尔巴拉战役；
- 阿舒拉节：本月的第十天，安拉于本日创造天国、火狱和人类，穆萨于本日率领犹太人穿过红海出埃及，逊尼派穆斯林通常在本日斋戒。同时，什叶派则纪念第三位伊玛目侯赛因·伊本·阿里在库法殉难。什葉派穆斯林信徒會以自殘身體方式來表示懴悔。[1]
- 本月25日，什叶派第四位伊玛目阿里·宰因·阿比丁殉难日